# Karkha
Karkha o Kerkha és un riu del Luristan i Khuzistan a l'Iran. Fou el clàssic Choaspes afluent del Tigris per l'esquerra. A vegades fou anomenat riu de Susiana. Neix a la regió de Nihawand de la unió de diversos rierols i porta el nom inicialment de Gamasab o Gamasiyab (també Garasiyab) i després de córrer al nord-oest baixa al sud-oest agafant el nom de Karkha; passa per la regió de Bisutun i rep el Shadju (que acaba de rebre el Kangarshah), el Kara Su i el Ab-i Karind; més al sud, es desvia a l'est (sud-est) i agafa el nom d'Ab-i Saymere rebent al Kashgan (el primer afluent important de l'esquerra) i per la dreta el Laylum i el Ab-i Zal, agafant altre cop el nom de Karkha i corre al sud formant una mena de delta amb el Kharin i l'Ab-i Diz, passant prop de la ruïnes de Susa i finalment acaba poc després de rebre al Shatt al-Djamuz, però un braç rebutjat pels al·luvions del Karun corre al nord-oest fins a la regió de Susangerd i les maresmes.